# Парапольский дол
Парапольский дол — низменность на севере Камчатки, где происходит соединение полуострова с материком.
Парапольский дол расположен между Пенжинским хребтом и Корякским нагорьем. Длина составляет 425 км, высота — до 200 м. Представляет собой озёрно-аласную равнину с преобладанием ландшафтов озёрной тундры с развитой гидрографической сетью. Дренируется реками Пальматкина, Куюл и Пустая. Преобладает тундровая растительность; встречаются заросли кедрового стланика.
Климат преимущественно континентальный. Средняя температура июля +14°С, безморозный период — 62 дня; 100 дней в году среднесуточная температура выше +5°С. Количество осадков — 500—600 мм.
Ороним предположительно произошёл от чукотского парапар — «сало, густой жир», что связано с богатыми кормовыми угодьями для оленей, находящимися в долине.
Парапольский дол входит в список водно-болотных угодий Рамсарской конвенции.
В пределах Парапольского дола обнаружены месторождения россыпного золота, многие из которых активно разрабатываются.